# Grøndal MultiCenter
Grøndal MultiCenter er et sports-, aktivitets- og kulturcenter beliggende i Bellahøj i Københavns Kommune. Med sine 33.000 m2 er det Danmarks største idrætscenter. Det blev tegnet af arkitekt Erik Møller, og opført i 1965. Det er også kendt som “det gamle Bella Center”, inden det i november 1978 blev indviet som sportscenter.